# Pare-Pare
Pour les articles homonymes, voir Pare.
 (décembre 2015).
Si vous disposez d'ouvrages ou d'articles de référence ou si vous connaissez des sites web de qualité traitant du thème abordé ici, merci de compléter l'article en donnant les références utiles à sa vérifiabilité et en les liant à la section « Notes et références ».
Pare-Pare est une ville d'Indonésie dans la province de Sulawesi du Sud dans l'île de Sulawesi. Elle est située à environ 155 km au nord de Makassar, la capitale provinciale. La ville a le statut de kota.
C'est une ville portuaire et l'un des principaux foyers de population de l'ethnie Bugis. Elle compterait 113 615 habitants, selon une estimation de 2004.

## Histoire

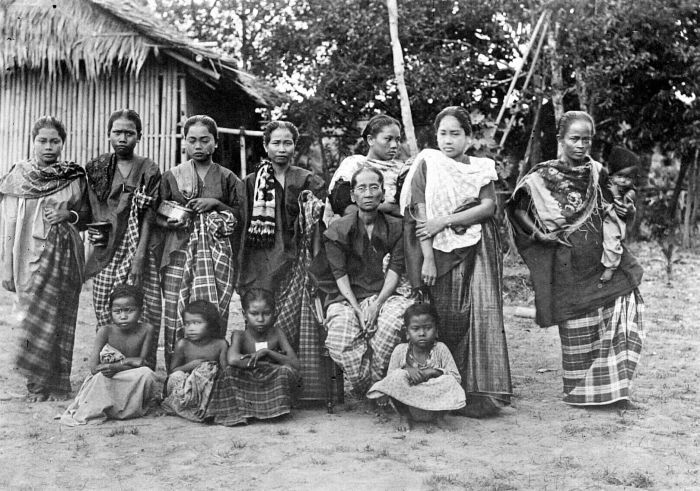
La princesse de Pare-Pare (photo non datée, d'auteur inconnu)

## Transport
Un Chemin de fer transsulawesien devant relier la ville à Makassar est en construction.

## Personnalités
B. J. Habibie, troisième président de l'Indonésie, est né dans cette ville.